# Berre-l’Étang
Berre-l’Étang – miejscowość i gmina we Francji, w regionie Prowansja-Alpy-Lazurowe Wybrzeże, w departamencie Delta Rodanu.
Według danych na rok 1990 gminę zamieszkiwały 12 672 osoby, a gęstość zaludnienia wynosiła 290 osób/km² (wśród 963 gmin regionu Prowansja-Alpy-W. Lazurowe Berre-l’Étang plasuje się na 50. miejscu pod względem liczby ludności, natomiast pod względem powierzchni na miejscu 180.).